# 59 Cygni
59 Cygni (59 Cyg / HD 200120 / HR 8047) es un sistema estelar de magnitud aparente +4,74.
Se encuentra aproximadamente a 1420 años luz del sistema solar en dirección a la constelación de Cygnus.
La estrella principal del sistema es una estrella azul de la secuencia principal de tipo espectral B1.5.
Muy caliente, su temperatura superficial alcanza los 25.500 K —siendo esta una cifra estimada—, con una luminosidad 35.000 veces superior a la luminosidad solar.
Tiene una masa de 15 masas solares y una edad aproximada de 9,5 millones de años.
El radio de 59 Cygni es 9,5 veces más grande que el del Sol y rota a gran velocidad; diversos estudios señalan una velocidad de rotación entre 260 y 374 km/s. Su período de rotación, muy breve, es de sólo 1,3 - 1,5 días.
Al igual que otras estrellas análogas, la rápida rotación propicia la formación de un disco circunestelar en torno a 59 Cygni, por lo que está clasificada como estrella Be.
η Centauri o Seat (π Aquarii) son dos ejemplos de esta clase de estrellas.
En el caso de 59 Cygni, el disco parece estar en la línea de visión, por lo que es considerada una estrella con envoltura.
Además, es una estrella variable —del tipo Gamma Cassiopeiae— que entre 1973 y 1975 experimentó una disminución de brillo.
Por ello, recibe la denominación, en cuanto a estrella variable, de V832 Cygni.
El espectro de 59 Cygni revela la presencia de una compañera estelar cercana, una subenana caliente, con un período orbital de 28 días.
Dos estrellas más completan el sistema estelar.
A unas décimas de segundos de arco se observa una compañera de magnitud +7,6, cuya separación con la estrella primaria es de unas 85 UA y cuyo período orbital supera los 200 años.
Más distante, visualmente a 20 segundos de arco, hay otra acompañante de magnitud +9,4 —probablemente una estrella de tipo A0V— cuya separación respecto a la primaria es de al menos 9000 UA.